# George Adamescu
George Adamescu (n. 15 noiembrie 1965, București, România) este un scenarist și regizor român. A câștigat de două ori concursul de scenarii al Consiliul Național al Cinematografiei și a regizat mai multe scurt metraje de ficțiune, documentare, filme de prezentare, reclame, videoclipuri.